# توم مولر
توم مولر (بالألمانية: Tom Müller)‏ (27 نوفمبر 1997 بدساو روسلاو في ألمانيا - ) هو لاعب كرة قدم ألماني في مركز حراسة المرمى.

## وصلات خارجية
- توم مولر على موقع قاعدة بيانات كرة القدم.إي يو (الإنجليزية)
- توم مولر على موقع عالم كرة القدم.نت (الإنجليزية)